# Monthly Shōnen Sirius
Monthly Shōnen Sirius (月刊少年シリウス?, Gekkan Shōnen Shiriusu) è una rivista giapponese di manga shōnen edita da Kōdansha da maggio 2005.

## Alcune serie pubblicate
- Altair: racconti di battaglia
- Boku no ushiro ni majo ga iru
- Clockwork Planet[1]
- Devil Survivor
- Kuroha to Nijisuke
- Macross Delta[2]
- Mako-chan no lip cream
- Ningyō no kuni
- Princess Resurrection
- Rose Guns Days: fukushū wa ōgon no kaori[3]
- Shingeki no kyojin: Before the Fall
- Shōkoku no Altair[4]
- Shōkoku no Altair-san[5]
- Shōkoku no Altair gaiden: tōkoku no Subaru[4]
- Sōkyū no Fafner: Dead Aggressor
- Vita da slime[6]
- XBlade
- XBlade Cross
- Yōkai apāto no yūga na nichijō[7]
- Yozakura Quartet